# Вязель разноцветный
Вязель разноцветный, или Вязель пёстрый (лат. Securigera varia) — вид цветковых растений, входящий в род Вязель (Coronilla) семейства Бобовые (Fabaceae). Некоторыми систематиками включался под названиями Секуригера пёстрая или Секироплодник пёстрый в род Секироплодник (Securigera), который по современной классификации является синонимичным роду Вязель.
Инвазивный вид, быстро распространяющийся в Северной Америке и Европе.

## Ботаническое описание
Многолетнее (возраст может достигать 20 лет) травянистое почти голое растение. Стебель полый, ребристый, лазящий, 60—200 см в длину, зелёный, в основании красноватый. Листья очерёдные, непарноперистые, 4—16 см длиной, состоят из 7—25 листочков, каждый из которых 1—3 см длиной и 0,4—1,2 см шириной, с нижней стороны немного более бледные. Прилистники неопадающие, линейные, 2—3 мм длиной.
Соцветия — зонтики на цветоножках до 5—15 см длиной в пазухах верхних листьев. Цветки розово-белые, по 10—20 в зонтике, ароматные. Парус (флаг) 10—13×7—8 мм, вёсла (крылья) 11—15×4—5 мм, лодочка (киль) 10—13 мм, с тёмно-красным концом. Тычинки в числе 10 (9 сросшихся и 1 свободная), бледно-зелёные, с золотисто-жёлтыми пыльниками.
Плоды — членистые бобы 2—7 см длиной, при созревании распадающиеся на односемянные сегменты. Семена красно-коричневые, 3,5—4×1—1,4×1—1,3 мм.

## Распространение и экология
Родина растения — Южная Европа, Юго-Западная Азия и Северная Африка, в настоящее время распространилось по всей Европе. Инвазивный вид, очень быстро распространяющийся корневыми отпрысками и семенами. Завезено в Северную Америку в 1869 году, с 1950-х годов широко культивируется в США, на северо-востоке страны используется для стабилизации грунтов. В Европе и США также выращивается в качестве кормового растения. Натурализовался в Новой Зеландии.

## Хозяйственное значение
Является медоносом — в Нижнем Поволжье сахаропродуктивность 100 цветков 13—14 мг. Пчёлы собирают пыльцу и нектар. Пыльца бледно-жёлтая. Пыльцевая продуктивность 100 цветков 53 мг, а одного зонтика 13,85—15,9 мг.
Также выращивается в качестве декоративного садового растения, используется в медицине. Растение морозостойко до −33 °C, засухоустойчиво, переносит и застой воды, однако является безусловным гелиофитом.

## Классификация

### Таксономия
Coronilla varia L., 1753, Sp. Pl.: 743
Впервые действительно описано растение было Карлом Линнеем во 2-м томе Species plantarum. Датой публикации работы считается 1 мая 1753 года.
Вид Вязель разноцветный относится к роду Вязель (Coronilla) подсемейства Мотыльковые (Papilionoideae) семейства Бобовые (Fabaceae) порядка Бобовоцветные (Fabales). Таксономическая схема в соответствии с Системой APG IV по состоянию на декабрь 2023 года:
|  |                                      |  |                                   |                                   |                   |  | ещё 3 семейства | ещё 3 семейства   |                          |  |  |  | еще 523 рода                                                 | еще 523 рода        |  |  |
|  |                                      |  |                                   |                                   |                   |  | ещё 3 семейства | ещё 3 семейства   |                          |  |  |  | еще 523 рода                                                 | еще 523 рода        |  |  |
|  |                                      |  |                                   | порядок Бобовоцветные             |                   |  |                 |                   | подсемейство Мотыльковые |  |  |  |                                                              | Вязель разноцветный |  |  |
|  |                                      |  |                                   | порядок Бобовоцветные             |                   |  |                 |                   | подсемейство Мотыльковые |  |  |  |                                                              | Вязель разноцветный |  |  |
|  | отдел Цветковые, или Покрытосеменные |  |                                   |                                   | семейство Бобовые |  |                 |                   | род Вязель               |  |  |  |                                                              |                     |  |  |
|  | отдел Цветковые, или Покрытосеменные |  |                                   |                                   |                   |  |                 |                   |                          |  |  |  |                                                              |                     |  |  |
|  |                                      |  | ещё 63 порядка цветковых растений | ещё 63 порядка цветковых растений |                   |  |                 | еще 5 подсемейств | еще 5 подсемейств        |  |  |  | еще 31 подтвержденный вид и 7 видов, ожидающих подтверждения |                     |  |  |
|  |                                      |  |                                   | ещё 63 порядка цветковых растений |                   |  |                 |                   | еще 5 подсемейств        |  |  |  |                                                              |                     |  |  |

### Синонимы
- Astragalus glaucoides S.G.Gmel.
- Callistephana varia (L.) Fourr.
- Coronilla haussknechtii Reut. ex Boiss.
- Coronilla hirta Bunge ex Boiss.
- Coronilla multiflora DC.
- Coronilla pallescens Gand.
- Coronilla pendula Kit.
- Coronilla petraea Gand.
- Coronilla pyrenaica Mailho ex Giraudias
- Coronilla varia f. bulgarica H.Jahn
- Coronilla varia f. herbida H.Jahn
- Coronilla varia f. hypopedunculata H.Jahn
- Coronilla varia f. macrantha H.Jahn
- Coronilla varia f. macrophylla H.Jahn
- Coronilla varia f. multipinnata H.Jahn
- Coronilla varia f. pallescens H.Jahn
- Coronilla varia f. pauciflora (Griseb.) H.Jahn
- Coronilla varia f. pedemontana H.Jahn
- Coronilla varia f. recta Hayek
- Coronilla varia f. robusta H.Jahn
- Coronilla varia f. stricta H.Jahn
- Coronilla varia f. tenera H.Jahn
- Coronilla varia subsp. hirta (Bunge ex Boiss.) Rech.f.
- Coronilla varia subsp. orientalis H.Jahn
- Coronilla varia var. ghilana H.Jahn
- Coronilla varia var. hirta Bunge ex Boiss.
- Coronilla varia var. orientalis Hrabětová
- Coronilla varia var. pauciflora Griseb.
- Coronilla varia var. pyrenaica (Mailho ex Giraudias) Rouy
- Ornithopus varius (L.) Hornem.
- Securigera varia (L.) Lassen
- Securigera varia subsp. hirta (Bunge ex Boiss.) Czerep.
- Securigera varia subsp. orientalis (Hrabětová) Czerep.